# El Hermano Conejo y El Hermano Zorro
El Hermano Conejo y El Hermano Zorro es una fábula escrita por Joel Chandler Harris y publicada por primera vez en el libro Uncle Remus Stories en múltiples partes.
El Hermano Conejo es la versión angloparlante de Tío Conejo.

## Trama
La fábula cuenta la historia de un conejo astuto llamado Hermano Conejo y un siniestro zorro llamado Hermano Zorro y los intentos fallidos de este para atrapar al conejo (como ponerle una trampa de soga, atraparlo en un muñeco de alquitrán, etc.) pero el Hermano Conejo se las arregla para vencer al Hermano Zorro.

## Adaptaciones
- En 1946 el cineasta Walt Disney llevó las 3 primeras partes de la fábula como parte de la película Song of the South hasta hicieron en Disneyland una montaña rusa de troncos llamada Splash Mountain.

- En 1975, la fábula fue contada para un público adulto en la película animada Coonskin, dirigida por Ralph Bakshi.

- Una película directa a vídeo basada en la fábula, Las Aventuras de Brer Rabbit, fue lanzada en 2006.